# David Nicholls
David Alan Nicholls (Eastleigh, 30 novembre 1966) è uno scrittore, sceneggiatore e autore televisivo britannico.

## Biografia
Secondo di tre figli, Nicholls ha frequentato il Barton Peveril College di Eastleigh, nell'Hampshire, dal 1983 al 1985: qui si è diplomato con il massimo dei voti in letteratura inglese, teatro, fisica e biologia, partecipando anche a numerose produzioni teatrali del college. Anche l'attore Colin Firth ha frequentato lo stesso istituto e in seguito ha collaborato con Nicholls nel film And When Did You Last See Your Father?. Nicholls ha in seguito studiato presso l'università di Bristol, laureandosi in teatro e letteratura inglese nel 1988, poi ha tentato la carriera di attore iscrivendosi alla American Musical and Dramatic Academy di New York.
Dai 20 ai 30 anni Nicholls ha spesso lavorato come attore utilizzando lo pseudonimo di "David Holdaway" e recitando piccoli ruoli in vari teatri, tra cui il Royal National Theatre.

### Televisione e cinema
Come sceneggiatore ha contribuito alla stesura della terza serie della commedia televisiva britannica Cold Feet. In seguito è stato candidato per il British Academy Television Awards come miglior nuovo autore di fiction. Nicholls ha inoltre creato le miniserie per la tv I Saw You (2000), Tiger Aspect (2002) e Rescue Me (2002); l'improvvisa cancellazione dai palinsesti di Rescue Me ha temporaneamente allontanato Nicholls dall'attività di sceneggiatore, spingendolo a concentrarsi sulla stesura del suo primo romanzo, Le domande di Brian., adattato per il cinema nel 2006. Anche dal suo ultimo romanzo, Un giorno, è stato tratto nel 2011 un omonimo film con Anne Hathaway e Jim Sturgess.
Ha scritto la sceneggiatura del film 7:39 con Sheridan Smith e David Morrissey.
Il suo ultimo progetto è l'adattamento televisivo dei romanzi di Edward St Aubyn che vede come protagonista Benedict Cumberbatch.

### Teatro
Nel 2005 ha scritto Aftersun per il festival "Old Vic's 24-Hour Play", una commedia della durata di 10 minuti con l'attore Gael García Bernal come protagonista. Nel 2006 Nicholls ha adattato Aftersun in un programma televisivo per la BBC One.

## Opere

### Romanzi
- Le domande di Brian (Starter For Ten, 2003) (Sonzogno, 2004 - BEAT, 2011)
- Il sostituto (The Understudy, 2005) (BEAT, 2012)
(precedentemente Una botta di fortuna, Sonzogno, 2007)
- Un giorno (One Day, 2009)[6] (Neri Pozza, 2010)
- Noi (Us, 2014) (Neri Pozza, 2014)
- Un dolore così dolce (Sweet Sorrow, 2019) (Neri Pozza, 2019)
- Tu sei qui (You are here, 2024), Neri Pozza, 2024, ISBN 9788854529380